# Мэрджелату по прозвищу «Жёлтая Роза»
«Мэрджелату по прозвищу „Жёлтая Роза“» (рум. Seria Mărgelatu — Цикл о Мэрджелату) — серия из шести исторических фильмов, снятых в Румынии в 1980—1985 годах и повествующих о приключениях румынских революционеров середины XIX века. Режиссёром первых трёх фильмов выступил Дору Нэстасе (Doru Nastase); следующих двух — Георге Витанидис. Существует также шестой фильм о Мэрджелату, менее известный, чем предыдущие пять, снятый в 1986 году режиссёром Мирчей Молдованом (Mircea Moldovan). Главную роль в фильмах исполняет Флорин Пьерсик. Кроме того, серия прославила каскадёра Соби Чеха, который снимался в пяти из шести фильмов.
В первые два с половиной года после премьеры первый фильм посмотрели около 4,6 миллионов зрителей. Фильмы о Мэрджелату также пользовались успехом в социалистических странах. По оценкам современных киноведов, серия о Мэрджелату является представителем жанра социалистического вестерна, снятого по американской модели и повествующего о приключениях храбрых румынских героев в историческом сеттинге. 

## Фильмы серии

### Дорогой страданий и гнева / Drumul oaselor (1980)
Действие происходит накануне революции 1848 года. Тайная организация "Справедливость и братство" должна добыть сокровища Тудора Владимиреску и купить на них оружие для революции. 

### Жёлтая роза / Trandafirul galben (1982)
Мэрджелату по прозвищу "Жёлтая роза" перевозит из Вены в Валахию оружие, купленное на сокровища Владимиреску. В этом фильме герой знакомится со своим помощником - авантюристом по кличке "Заячья губа". 

### Новые приключения Жёлтой Розы / Misterele Bucurestilor (1983)
В этом фильме рассказывается о свержении повстанцами господаря Бибеску. В этом фильме погибает друг героя, Заячья Губа, но в следующем фильме его "оживили", поскольку этот персонаж в исполнении каскадёра Соби Чеха пользовался огромной популярностью у зрителей.

### Серебряная маска / Masca de argint (1985)
Тайное общество поручает Мэрджелату и Заячьей губе найти сокровища, украденные роковой красавицей - актрисой Агатой Слатиняну (Марга Барбу) и её помощником. Тем временем незнакомец в серебряной маске, которого принимают за Мэрджелату, совершает убийства... 

### Бирюзовое ожерелье / Colierul de turcoaze (1985)
Венского банкира Виленсдорфа и его дочь похищают, и Мэрджелату приходится разобраться в этом деле, чтобы предотвратить дипломатический скандал. 

### За все нужно платить / Totul se plătește (1986)
Мэрджелату разоблачает заговор австрийцев, которые попытались внедрить в организацию фальшивого французского посланника.

## В культуре
В 2012-2013 годах по фильмам была выпущена серия комиксов.